# جون بارو
جون بارو (بالإنجليزية: John Barrow)‏ مدرب كرة قدم إنجليزي وكان هناك اعتقاد بأنه درب نادي برشلونة بعهد الرئيس خوان غامبر خلال فترة رئاستة الثالثة عدة مباريات خلال عام 1917 قبل تكليف مواطنة جاك غرينويل تدريب النادي. لكن لجنة التوثيق التابعة للنادي اقرت خلال عام 2015 أن بارو لم يدرب النادي .

## روابط خارجية
- جون بارو على موقع عالم كرة القدم.نت (الإنجليزية)